# Campeonato Italiano de Futebol de 2021–22 – Primeira Divisão
A Primeira Divisão do Campeonato Italiano de Futebol da temporada 2021–22, oficialmente Serie A TIM 2021–2022 por motivos de patrocínio, foi a 120.ª edição da principal divisão do futebol italiano (90.ª como Serie A). O Milan foi o detentor do título.

## Regulamento
A Serie A é disputada por 20 clubes em dois turnos. Em cada turno, todos os times jogam entre si uma única vez. Os jogos do segundo turno são realizados na mesma ordem do primeiro, apenas com o mando de campo invertido. Não há campeões por turnos, sendo declarado campeão da Itália o time que obtiver o maior número de pontos após as 38 rodadas.

### Critérios de desempate
Caso haja empate de pontos entre dois clubes, os critérios de desempates serão aplicados na seguinte ordem:
1. Confronto direto [nota 1]
2. Saldo de gols
3. Gols marcados

## Participantes

### Informação dos clubes
| Equipe         | Cidade    | Região             | Estádio (mando)        | Capac. | Título(s)              | Em 2019–20      | Ref.          |
| -------------- | --------- | ------------------ | ---------------------- | ------ | ---------------------- | --------------- | ------------- |
| Atalanta       | Bérgamo   | Lombardia          | Gewiss Stadium         | 25 000 | 0 (não possui)         | 3º              | [ 6 ] [ 7 ]   |
| Bologna        | Bolonha   | Emília-Romanha     | Renato Dall'Ara        | 36 462 | 7 (último em 1963–64)  | 12º             | [ 8 ] [ 9 ]   |
| Cagliari       | Cagliari  | Sardenha           | Unipol Domus           | 16 416 | 1 (em 1969–70)         | 16º             | [ 10 ] [ 11 ] |
| Empoli         | Empoli    | Toscana            | Carlo Castellani       | 16 284 | 0 (não possui)         | 1º (2º divisão) |               |
| Fiorentina     | Florença  | Toscana            | Artemio Franchi        | 45 000 | 2 (último em 1968–69)  | 13º             | [ 12 ] [ 13 ] |
| Genoa          | Gênova    | Ligúria            | Luigi Ferraris         | 36 599 | 9 (último em 1923–24)  | 11º             | [ 14 ] [ 15 ] |
| Hellas Verona  | Verona    | Vêneto             | Marcantonio Bentegodi  | 39 371 | 1 (em 1984–85)         | 10º             | [ 16 ] [ 17 ] |
| Internazionale | Milão     | Lombardia          | Giuseppe Meazza        | 75 923 | 19 (último em 2020–21) | 1º              | [ 18 ] [ 19 ] |
| Juventus       | Turim     | Piemonte           | Allianz Stadium        | 41 507 | 36 (último em 2019–20) | 4º              | [ 20 ] [ 21 ] |
| Lazio          | Roma      | Lácio              | Olímpico de Roma       | 70 634 | 2 (último em 1999–00)  | 6º              | [ 22 ] [ 23 ] |
| Milan          | Milão     | Lombardia          | San Siro               | 75 923 | 18 (último em 2010–11) | 2º              | [ 24 ] [ 25 ] |
| Napoli         | Nápoles   | Campânia           | Diego Armando Maradona | 54 726 | 2 (último em 1989–90)  | 5º              | [ 26 ] [ 27 ] |
| Roma           | Roma      | Lácio              | Olímpico de Roma       | 70 634 | 3 (último em 2000–01)  | 7º              | [ 28 ] [ 29 ] |
| Salernitana    | Salerno   | Campânia           | Arechi                 | 37 000 | 0 (não possui)         | 2º (2º divisão) |               |
| Sampdoria      | Gênova    | Ligúria            | Luigi Ferraris         | 36 599 | 1 (em 1990–91)         | 9º              | [ 30 ] [ 31 ] |
| Sassuolo       | Sassuolo  | Emília-Romanha     | Mapei Stadium          | 23 717 | 0 (não possui)         | 8º              | [ 32 ] [ 33 ] |
| Spezia         | La Spezia | Ligúria            | Alberto Picco          | 10 336 | 0 (não possui)         | 15º             |               |
| Torino         | Turim     | Piemonte           | Olímpico de Turim      | 28 958 | 7 (último em 1975–76)  | 17º             | [ 34 ] [ 35 ] |
| Udinese        | Udine     | Friul-Veneza Júlia | Friuli                 | 25 144 | 0 (não possui)         | 14º             | [ 36 ] [ 37 ] |
| Venezia        | Veneza    | Vêneto             | Pier Luigi Penzo       | 7 789  | 0 (não possui)         | 5º (2º divisão) |               |

### Mudanças de treinadores
| Clube          | Antecessor           | Motivo                           | Data da vaga            | Pos           | Sucessor                       | Data da nomeação        | Ref.          |
| -------------- | -------------------- | -------------------------------- | ----------------------- | ------------- | ------------------------------ | ----------------------- | ------------- |
| Empoli         | Alessio Dionisi      | Contratado pelo Sassuolo         | 15 de junho de 2021     | Pré-temporada | Aurelio Andreazzoli            | 1 de julho de 2021      | [ 38 ] [ 39 ] |
| Fiorentina     | Giuseppe Iachini     | Fim de contrato                  | 30 de junho de 2021     | Pré-temporada | Vincenzo Italiano              | 1 de julho de 2021      | [ 40 ] [ 41 ] |
| Hellas Verona  | Ivan Jurić           | Contratado pelo Torino           | 28 de maio de 2021      | Pré-temporada | Eusebio Di Francesco           | 1 de julho de 2021      | [ 42 ] [ 43 ] |
| Internazionale | Antonio Conte        | Consenso mútuo                   | 26 de maio de 2021      | Pré-temporada | Simone Inzaghi                 | 1 de julho de 2021      | [ 44 ] [ 45 ] |
| Juventus       | Andrea Pirlo         | Resignado                        | 28 de maio de 2021      | Pré-temporada | Massimiliano Allegri           | 1 de julho de 2021      | [ 46 ] [ 47 ] |
| Lazio          | Simone Inzaghi       | Contratado pela Internazionale   | 30 de junho de 2021     | Pré-temporada | Maurizio Sarri                 | 1 de julho de 2021      | [ 48 ] [ 49 ] |
| Napoli         | Gennaro Gattuso      | Consenso mútuo                   | 23 de maio de 2021      | Pré-temporada | Luciano Spalletti              | 1 de julho de 2021      | [ 50 ] [ 51 ] |
| Roma           | Paulo Fonseca        | Fim de contrato                  | 30 de junho de 2021     | Pré-temporada | José Mourinho                  | 1 de julho de 2021      | [ 52 ] [ 53 ] |
| Sampdoria      | Claudio Ranieri      | Fim de contrato                  | 30 de junho de 2021     | Pré-temporada | Roberto D'Aversa               | 4 de julho de 2021      | [ 54 ]        |
| Sassuolo       | Roberto De Zerbi     | Contratado pelo Shakhtar Donetsk | 30 de junho de 2021     | Pré-temporada | Alessio Dionisi                | 1 de julho de 2021      | [ 55 ] [ 56 ] |
| Spezia         | Vincenzo Italiano    | Contratado pela Fiorentina       | 30 de junho de 2021     | Pré-temporada | / Thiago Motta                 | 8 de julho de 2021      | [ 57 ]        |
| Torino         | Davide Nicola        | Fim de contrato                  | 30 de junho de 2021     | Pré-temporada | Ivan Jurić                     | 1 de julho de 2021      | [ 58 ] [ 59 ] |
| Hellas Verona  | Eusebio Di Francesco | Demitido                         | 14 de setembro de 2021  | 19º           | Igor Tudor                     | 14 de setembro de 2021  | [ 60 ] [ 61 ] |
| Cagliari       | Leonardo Semplici    | Demitido                         | 14 de setembro de 2021  | 17º           | Walter Mazzarri                | 15 de setembro de 2021  | [ 62 ] [ 63 ] |
| Salernitana    | Fabrizio Castori     | Demitido                         | 14 de setembro de 2021  | 20º           | Stefano Colantuono             | 17 de outubro de 2021   | [ 64 ] [ 65 ] |
| Genoa          | Davide Ballardini    | Demitido                         | 6 de novembro de 2021   | 17º           | Andriy Shevchenko              | 7 de novembro de 2021   | [ 66 ] [ 67 ] |
| Udinese        | Luca Gotti           | Demitido                         | 7 de dezembro de 2021   | 14º           | Gabriele Cioffi (interino)     | 7 de dezembro de 2021   | [ 68 ] [ 69 ] |
| Genoa          | Andriy Shevchenko    | Demitido                         | 15 de janeiro de 2022   | 19º           | Alexander Blessin              | 19 de janeiro de 2022   | [ 71 ] [ 72 ] |
| Sampdoria      | Roberto D'Aversa     | Demitido                         | 17 de janeiro de 2022   | 16º           | Marco Giampaolo                | 19 de janeiro de 2022   | [ 73 ] [ 74 ] |
| Salernitana    | Stefano Colantuono   | Demitido                         | 15 de fevereiro de 2022 | 20º           | Davide Nicola                  | 15 de fevereiro de 2022 | [ 75 ] [ 76 ] |
| Venezia        | Paolo Zanetti        | Demitido                         | 27 de abril de 2022     | 20º           | Andrea Soncin (interino)       | 27 de abril de 2022     | [ 77 ]        |
| Cagliari       | Walter Mazzarri      | Demitido                         | 2 de maio de 2022       | 17º           | Alessandro Agostini (interino) | 2 de maio de 2022       | [ 78 ]        |

## Classificação
| Pos | Equipe         | Pts | J  | V  | E  | D  | GP | GC | SG  | Classificação ou descenso                               |
| --- | -------------- | --- | -- | -- | -- | -- | -- | -- | --- | ------------------------------------------------------- |
| 1   | Milan (C)      | 86  | 38 | 26 | 8  | 4  | 69 | 31 | +38 | Fase de Grupos da Liga dos Campeões da UEFA de 2022–23  |
| 2   | Internazionale | 84  | 38 | 25 | 9  | 4  | 84 | 32 | +52 | Fase de Grupos da Liga dos Campeões da UEFA de 2022–23  |
| 3   | Napoli         | 79  | 38 | 24 | 7  | 7  | 74 | 31 | +43 | Fase de Grupos da Liga dos Campeões da UEFA de 2022–23  |
| 4   | Juventus       | 70  | 38 | 20 | 10 | 8  | 57 | 37 | +20 | Fase de Grupos da Liga dos Campeões da UEFA de 2022–23  |
| 5   | Lazio          | 64  | 38 | 18 | 10 | 10 | 77 | 58 | +19 | Fase de Grupos da Liga Europa da UEFA de 2022–23        |
| 6   | Roma           | 63  | 38 | 18 | 9  | 11 | 59 | 43 | +16 | Fase de Grupos da Liga Europa da UEFA de 2022–23        |
| 7   | Fiorentina     | 62  | 38 | 19 | 5  | 14 | 59 | 51 | +8  | Play-offs da Liga Conferência Europa da UEFA de 2022–23 |
| 8   | Atalanta       | 59  | 38 | 16 | 11 | 11 | 65 | 48 | +17 |                                                         |
| 9   | Hellas Verona  | 53  | 38 | 14 | 11 | 13 | 65 | 59 | +6  |                                                         |
| 10  | Torino         | 50  | 38 | 13 | 11 | 14 | 46 | 41 | +5  |                                                         |
| 11  | Sassuolo       | 50  | 38 | 13 | 11 | 14 | 64 | 66 | −2  |                                                         |
| 12  | Udinese        | 47  | 38 | 11 | 14 | 13 | 61 | 58 | +3  |                                                         |
| 13  | Bologna        | 46  | 38 | 12 | 10 | 16 | 44 | 55 | −11 |                                                         |
| 14  | Empoli         | 41  | 38 | 10 | 11 | 17 | 50 | 70 | −20 |                                                         |
| 15  | Sampdoria      | 36  | 38 | 10 | 6  | 22 | 46 | 63 | −17 |                                                         |
| 16  | Spezia         | 36  | 38 | 10 | 6  | 22 | 41 | 71 | −30 |                                                         |
| 17  | Salernitana    | 31  | 38 | 7  | 10 | 21 | 33 | 78 | −45 |                                                         |
| 18  | Cagliari (R)   | 30  | 38 | 6  | 12 | 20 | 34 | 68 | −34 | Zona de rebaixamento à Serie B de 2022–23               |
| 19  | Genoa (R)      | 28  | 38 | 4  | 16 | 18 | 27 | 60 | −33 | Zona de rebaixamento à Serie B de 2022–23               |
| 20  | Venezia (R)    | 27  | 38 | 6  | 9  | 23 | 34 | 69 | −35 | Zona de rebaixamento à Serie B de 2022–23               |

1. 1 2  Como os vencedores da Copa da Itália de Futebol de 2021–22, Internazionale, se classificaram para a Liga dos Campeões, a vaga na Liga Europa concedida aos vencedores da Copa Itália foi passada para o sexto colocado, e a vaga na Liga da Conferência Europa concedida ao o sexto colocado passou para o sétimo colocado.
2. 1 2  Torino terminou à frente de Sassuolo no confronto direto: Sassuolo 0–1 Torino, Torino 1–1 Sassuolo.

## Confrontos
|                | ATA | BOL | CAG | EMP | FIO | GEN | HVE | INT | JUV | LAZ | MIL | NAP | ROM | SAL | SAM | SAS | SPE | TOR | UDI | VEN |
| -------------- | --- | --- | --- | --- | --- | --- | --- | --- | --- | --- | --- | --- | --- | --- | --- | --- | --- | --- | --- | --- |
| Atalanta       | —   | 0–0 | 1–2 | 0–1 | 1–2 | 0–0 | 1–2 | 0–0 | 1–1 | 2–2 | 2–3 | 1–3 | 1–4 | 1–1 | 4–0 | 2–1 | 5–2 | 4–4 | 1–1 | 4–0 |
| Bologna        | 0–1 | —   | 2–0 | 0–0 | 2–3 | 2–2 | 1–0 | 2–1 | 0–2 | 3–0 | 2–4 | 0–2 | 1–0 | 3–2 | 2–0 | 1–3 | 2–1 | 0–0 | 2–2 | 0–1 |
| Cagliari       | 1–2 | 2–1 | —   | 0–2 | 1–1 | 2–3 | 1–2 | 1–3 | 1–2 | 0–3 | 0–1 | 1–1 | 1–2 | 1–1 | 3–1 | 1–0 | 2–2 | 1–1 | 0–4 | 1–1 |
| Empoli         | 1–4 | 4–2 | 1–1 | —   | 2–1 | 2–2 | 1–1 | 0–2 | 2–3 | 1–3 | 2–4 | 3–2 | 2–4 | 1–1 | 0–3 | 1–5 | 0–0 | 1–3 | 3–1 | 1–2 |
| Fiorentina     | 1–0 | 1–0 | 3–0 | 1–0 | —   | 6–0 | 1–1 | 1–3 | 2–0 | 0–3 | 4–3 | 1–2 | 2–0 | 4–0 | 3–1 | 2–2 | 3–0 | 2–1 | 0–4 | 1–0 |
| Genoa          | 0–0 | 0–1 | 1–0 | 0–0 | 1–2 | —   | 3–3 | 0–0 | 2–1 | 1–4 | 0–3 | 1–2 | 0–2 | 1–1 | 1–3 | 2–2 | 0–1 | 1–0 | 0–0 | 0–0 |
| Hellas Verona  | 1–2 | 2–1 | 0–0 | 2–1 | 1–1 | 1–0 | —   | 1–3 | 2–1 | 4–1 | 1–3 | 1–2 | 3–2 | 1–2 | 1–1 | 2–3 | 4–0 | 0–1 | 4–0 | 3–1 |
| Internazionale | 2–2 | 6–1 | 4–0 | 4–2 | 1–1 | 4–0 | 2–0 | —   | 1–1 | 2–1 | 1–2 | 3–2 | 3–1 | 5–0 | 3–0 | 0–2 | 2–0 | 1–0 | 2–0 | 2–1 |
| Juventus       | 0–1 | 1–1 | 2–0 | 0–1 | 1–0 | 2–0 | 2–0 | 0–1 | —   | 2–2 | 1–1 | 1–1 | 1–0 | 2–0 | 3–2 | 1–2 | 1–0 | 1–1 | 2–0 | 2–1 |
| Lazio          | 0–0 | 3–0 | 2–2 | 3–3 | 1–0 | 3–1 | 3–3 | 3–1 | 0–2 | —   | 1–2 | 1–2 | 3–2 | 3–0 | 2–0 | 2–1 | 6–1 | 1–1 | 4–4 | 1–0 |
| Milan          | 2–0 | 0–0 | 4–1 | 1–0 | 1–0 | 2–0 | 3–2 | 1–1 | 0–0 | 2–0 | —   | 0–1 | 3–1 | 2–0 | 1–0 | 1–3 | 1–2 | 1–0 | 1–1 | 2–0 |
| Napoli         | 2–3 | 3–0 | 2–0 | 0–1 | 2–3 | 3–0 | 1–1 | 1–1 | 2–1 | 4–0 | 0–1 | —   | 1–1 | 4–1 | 1–0 | 6–1 | 0–1 | 1–0 | 2–1 | 2–0 |
| Roma           | 1–0 | 0–0 | 1–0 | 2–0 | 3–1 | 0–0 | 2–2 | 0–3 | 3–4 | 3–0 | 1–2 | 0–0 | —   | 2–1 | 1–1 | 2–1 | 2–0 | 1–0 | 1–0 | 1–1 |
| Salernitana    | 0–1 | 1–1 | 1–1 | 2–4 | 2–1 | 1–0 | 2–2 | 0–5 | 0–2 | 0–3 | 2–2 | 0–1 | 0–4 | —   | 0–2 | 2–2 | 2–2 | 0–1 | 0–4 | 2–1 |
| Sampdoria      | 1–3 | 1–2 | 1–2 | 2–0 | 4–1 | 1–0 | 3–1 | 2–2 | 1–3 | 1–3 | 0–1 | 0–4 | 0–1 | 1–2 | —   | 4–0 | 2–1 | 1–2 | 3–3 | 1–1 |
| Sassuolo       | 2–1 | 0–3 | 2–2 | 1–2 | 2–1 | 1–1 | 2–4 | 1–2 | 1–2 | 2–1 | 0–3 | 2–2 | 2–2 | 1–0 | 0–0 | —   | 4–1 | 0–1 | 1–1 | 3–1 |
| Spezia         | 1–3 | 0–1 | 2–0 | 1–1 | 1–2 | 1–1 | 1–2 | 1–3 | 2–3 | 3–4 | 1–2 | 0–3 | 0–1 | 2–1 | 1–0 | 2–2 | —   | 1–0 | 0–1 | 1–0 |
| Torino         | 1–2 | 2–1 | 1–2 | 2–2 | 4–0 | 3–2 | 1–0 | 1–1 | 0–1 | 1–1 | 0–0 | 0–1 | 0–3 | 4–0 | 3–0 | 1–1 | 2–1 | —   | 2–1 | 1–2 |
| Udinese        | 2–6 | 1–1 | 5–1 | 4–1 | 0–1 | 0–0 | 1–1 | 1–2 | 2–2 | 1–1 | 1–1 | 0–4 | 1–1 | 0–1 | 2–1 | 3–2 | 2–3 | 2–0 | —   | 3–0 |
| Venezia        | 1–3 | 4–3 | 0–0 | 1–1 | 1–0 | 1–1 | 3–4 | 0–2 | 1–1 | 1–3 | 0–3 | 0–2 | 3–2 | 1–2 | 0–2 | 1–4 | 1–2 | 1–1 | 1–2 | —   |

| Vitória do mandante; Vitória do visitante; Empate. | O negrito significa que há rivalidade entre as duas equipes. |

## Desempenho por rodada
Clubes que lideraram o campeonato ao final de cada rodada:
| Rodadas | Rodadas | Rodadas | Rodadas | Rodadas | Rodadas | Rodadas | Rodadas | Rodadas | Rodadas | Rodadas | Rodadas | Rodadas | Rodadas | Rodadas | Rodadas | Rodadas | Rodadas | Rodadas | Rodadas | Rodadas | Rodadas | Rodadas | Rodadas | Rodadas | Rodadas | Rodadas | Rodadas | Rodadas | Rodadas | Rodadas | Rodadas | Rodadas | Rodadas | Rodadas | Rodadas | Rodadas | Rodadas |
| ------- | ------- | ------- | ------- | ------- | ------- | ------- | ------- | ------- | ------- | ------- | ------- | ------- | ------- | ------- | ------- | ------- | ------- | ------- | ------- | ------- | ------- | ------- | ------- | ------- | ------- | ------- | ------- | ------- | ------- | ------- | ------- | ------- | ------- | ------- | ------- | ------- | ------- |
| 1       | 2       | 3       | 4       | 5       | 6       | 7       | 8       | 9       | 10      | 11      | 12      | 13      | 14      | 15      | 16      | 17      | 18      | 19      | 20      | 21      | 22      | 23      | 24      | 25      | 26      | 27      | 28      | 29      | 30      | 31      | 32      | 33      | 34      | 35      | 36      | 37      | 38      |
| INT     | LAZ     | ROM     | NAP     | NAP     | NAP     | NAP     | NAP     | NAP     | NAP     | NAP     | NAP     | NAP     | NAP     | NAP     | MIL     | INT     | INT     | INT     | INT     | INT     | INT     | INT     | INT     | MIL     | MIL     | NAP     | MIL     | MIL     | MIL     | MIL     | MIL     | MIL     | MIL     | MIL     | MIL     | MIL     | MIL     |

Clubes que ficaram na última posição do campeonato ao final de cada rodada:
| Rodadas | Rodadas | Rodadas | Rodadas | Rodadas | Rodadas | Rodadas | Rodadas | Rodadas | Rodadas | Rodadas | Rodadas | Rodadas | Rodadas | Rodadas | Rodadas | Rodadas | Rodadas | Rodadas | Rodadas | Rodadas | Rodadas | Rodadas | Rodadas | Rodadas | Rodadas | Rodadas | Rodadas | Rodadas | Rodadas | Rodadas | Rodadas | Rodadas | Rodadas | Rodadas | Rodadas | Rodadas | Rodadas |
| ------- | ------- | ------- | ------- | ------- | ------- | ------- | ------- | ------- | ------- | ------- | ------- | ------- | ------- | ------- | ------- | ------- | ------- | ------- | ------- | ------- | ------- | ------- | ------- | ------- | ------- | ------- | ------- | ------- | ------- | ------- | ------- | ------- | ------- | ------- | ------- | ------- | ------- |
| 1       | 2       | 3       | 4       | 5       | 6       | 7       | 8       | 9       | 10      | 11      | 12      | 13      | 14      | 15      | 16      | 17      | 18      | 19      | 20      | 21      | 22      | 23      | 24      | 25      | 26      | 27      | 28      | 29      | 30      | 31      | 32      | 33      | 34      | 35      | 36      | 37      | 38      |
| GEN     | VEN     | SAL     | SAL     | SAL     | SAL     | CAG     | SAL     | SAL     | CAG     | CAG     | CAG     | SAL     | SAL     | SAL     | SAL     | SAL     | SAL     | SAL     | SAL     | SAL     | SAL     | SAL     | SAL     | SAL     | SAL     | SAL     | SAL     | SAL     | SAL     | SAL     | SAL     | SAL     | VEN     | VEN     | VEN     | VEN     | VEN     |

## Estatísticas
Atualizado em 22 de maio de 2022.
| Pos. | Jogador           | Equipe         | Gols |
| ---- | ----------------- | -------------- | ---- |
| 1    | Ciro Immobile     | Lazio          | 27   |
| 2    | Dušan Vlahović    | Juventus       | 24   |
| 3    | Lautaro Martínez  | Internazionale | 21   |
| 4    | Tammy Abraham     | Roma           | 17   |
| 4    | Giovanni Simeone  | Hellas Verona  | 17   |
| 6    | Gianluca Scamacca | Sassuolo       | 16   |
| 7    | Domenico Berardi  | Sassuolo       | 15   |
| 8    | Marko Arnautović  | Bologna        | 14   |
| 8    | Victor Osimhen    | Napoli         | 14   |
| 10   | Gerard Deulofeu   | Udinese        | 13   |
| 10   | João Pedro        | Cagliari       | 13   |
| 10   | Edin Džeko        | Internazionale | 13   |
| 10   | Andrea Pinamonti  | Empoli         | 13   |
| 10   | Mario Pašalić     | Atalanta       | 13   |

| Pos. | Jogador                 | Equipe         | Assist. |
| ---- | ----------------------- | -------------- | ------- |
| 1    | Domenico Berardi        | Sassuolo       | 13      |
| 2    | Hakan Çalhanoğlu        | Internazionale | 12      |
| 3    | Nicolò Barella          | Internazionale | 11      |
| 4    | Sergej Milinković-Savić | Lazio          | 10      |
| 4    | Luis Alberto            | Lazio          | 10      |
| 4    | Antonio Candreva        | Sampdoria      | 10      |
| 4    | Rafael Leão             | Milan          | 10      |
| 8    | Lorenzo Insigne         | Napoli         | 8       |
| 8    | Luis Muriel             | Atalanta       | 8       |
| 8    | Felipe Anderson         | Lazio          | 8       |
| 8    | Jordan Veretout         | Roma           | 8       |

### Clean sheets
| Pos. | Jogador            | Equipe         | Clean sheets |
| ---- | ------------------ | -------------- | ------------ |
| 1    | Mike Maignan       | Milan          | 17           |
| 2    | Samir Handanovič   | Internazionale | 15           |
| 2    | Rui Patrício       | Roma           | 15           |
| 4    | David Ospina       | Napoli         | 13           |
| 5    | Łukasz Skorupski   | Bologna        | 12           |
| 5    | Wojciech Szczęsny  | Juventus       | 12           |
| 7    | Salvatore Sirigu   | Genoa          | 10           |
| 8    | Pietro Terracciano | Fiorentina     | 9            |
| 9    | Juan Musso         | Atalanta       | 8            |
| 10   | Ivan Provedel      | Spezia         | 7            |
| 10   | Marco Silvestri    | Udinese        | 7            |
| 10   | Thomas Strakosha   | Lazio          | 7            |
| 10   | Guglielmo Vicario  | Empoli         | 7            |

### Hat-tricks
| Jogador          | Para           | Contra      | Resultado | Data                    | Ref.   |
| ---------------- | -------------- | ----------- | --------- | ----------------------- | ------ |
| Ciro Immobile    | Lazio          | Spezia      | 6–1       | 28 de agosto de 2021    | [ 81 ] |
| Dušan Vlahović   | Fiorentina     | Spezia      | 3–0       | 31 de outubro de 2021   | [ 82 ] |
| Mario Pašalić    | Atalanta       | Venezia     | 4–0       | 30 de novembro de 2021  | [ 83 ] |
| Antonín Barák    | Hellas Verona  | Sassuolo    | 4–2       | 16 de janeiro de 2022   | [ 84 ] |
| Giovanni Simeone | Hellas Verona  | Venezia     | 3–1       | 27 de fevereiro de 2022 | [ 85 ] |
| Lautaro Martínez | Internazionale | Salernitana | 5–0       | 4 de março de 2022      | [ 86 ] |
| Beto             | Udinese        | Cagliari    | 5–1       | 3 de abril de 2022      | [ 87 ] |
| Ciro Immobile    | Lazio          | Genoa       | 4–1       | 10 de abril de 2022     | [ 88 ] |
| Andrea Belotti   | Torino         | Empoli      | 3–1       | 1 de maio de 2022       | [ 89 ] |

### Poker-tricks
| Jogador          | Para          | Contra | Resultado | Data                  | Ref.   |
| ---------------- | ------------- | ------ | --------- | --------------------- | ------ |
| Giovanni Simeone | Hellas Verona | Lazio  | 4–1       | 24 de outubro de 2021 | [ 90 ] |

### Público
Maiores públicos
Estes são os dez maiores públicos do campeonato:
| Nº | Público | Mandante       | Placar | Visitante   | Estádio          | Data                | Rodada |
| -- | ------- | -------------- | ------ | ----------- | ---------------- | ------------------- | ------ |
| 1  | 74 947  | Internazionale | 3–1    | Roma        | San Siro         | 23 de abril de 2022 | 34ª    |
| 2  | 73 304  | Milan          | 2–0    | Atalanta    | San Siro         | 15 de maio de 2022  | 37ª    |
| 3  | 71 542  | Milan          | 1–0    | Fiorentina  | San Siro         | 1 de maio de 2022   | 35ª    |
| 4  | 71 109  | Internazionale | 3–0    | Sampdoria   | San Siro         | 22 de maio de 2022  | 38ª    |
| 5  | 70 259  | Milan          | 2–0    | Genoa       | San Siro         | 15 de abril de 2022 | 33ª    |
| 6  | 69 959  | Internazionale | 4–2    | Empoli      | San Siro         | 6 de maio de 2022   | 36ª    |
| 7  | 68 136  | Milan          | 0–0    | Bologna     | San Siro         | 4 de abril de 2022  | 31ª    |
| 8  | 64 266  | Roma           | 2–1    | Salernitana | Olímpico de Roma | 10 de abril de 2022 | 32ª    |
| 9  | 63 243  | Roma           | 1–1    | Venezia     | Olímpico de Roma | 14 de maio de 2022  | 37ª    |
| 10 | 62 988  | Roma           | 0–0    | Bologna     | Olímpico de Roma | 1 de maio de 2022   | 35ª    |

Médias de público
Estas são as médias de público dos clubes no campeonato. Considera-se apenas os jogos da equipe como mandante:
| Pos.  | Equipe         | Média  | Total     | Mandos | Maior  | Menor |
| ----- | -------------- | ------ | --------- | ------ | ------ | ----- |
| 1     | Internazionale | 44 999 | 854 983   | 19     | 74 947 | 5 000 |
| 2     | Milan          | 44 027 | 836 510   | 19     | 73 304 | 5 000 |
| 3     | Roma           | 41 911 | 796 309   | 19     | 64 266 | 5 000 |
| 4     | Napoli         | 26 894 | 510 988   | 19     | 50 871 | 3 000 |
| 5     | Lazio          | 24 110 | 458 098   | 19     | 55 098 | 4 000 |
| 6     | Juventus       | 23 808 | 452 347   | 19     | 40 515 | 5 000 |
| 7     | Fiorentina     | 21 108 | 401 059   | 19     | 34 831 | 5 000 |
| 8     | Salernitana    | 15 072 | 286 372   | 19     | 29 739 | 2 559 |
| 9     | Bologna        | 14 790 | 281 002   | 19     | 26 034 | 5 000 |
| 10    | Hellas Verona  | 13 878 | 263 680   | 19     | 30 154 | 3 016 |
| 11    | Genoa          | 12 641 | 240 182   | 19     | 19 983 | 5 000 |
| 12    | Udinese        | 12 168 | 231 195   | 19     | 20 950 | 7 208 |
| 13    | Atalanta       | 10 974 | 208 511   | 19     | 17 709 | 5 000 |
| 14    | Torino         | 9 846  | 187 068   | 19     | 23 472 | 3 475 |
| 15    | Cagliari       | 9 718  | 184 645   | 19     | 16 267 | 5 000 |
| 16    | Sampdoria      | 9 444  | 179 439   | 18     | 30 136 | 2 549 |
| 17    | Sassuolo       | 7 421  | 141 001   | 19     | 21 525 | 3 309 |
| 18    | Spezia         | 6 847  | 130 095   | 19     | 11 282 | 3 250 |
| 19    | Empoli         | 6 751  | 128 271   | 19     | 11 890 | 2 511 |
| 20    | Venezia        | 6 674  | 126 805   | 19     | 10 459 | 3 688 |
| Total | Total          | 18 154 | 6 898 560 | 380    | 74 947 | 2 511 |

## Prêmios

### Prêmios mensais
| Mês       | Jogador do mês     | Jogador do mês | Gol do mês         | Gol do mês     | Treinador do mês     | Treinador do mês | Referências             |
| Mês       | Jogador            | Clube          | Jogador            | Clube          | Treinador            | Clube            | Referências             |
| --------- | ------------------ | -------------- | ------------------ | -------------- | -------------------- | ---------------- | ----------------------- |
| Setembro  | Kalidou Koulibaly  | Napoli         | Lorenzo Pellegrini | Roma           | Luciano Spalletti    | Napoli           | [ 92 ] [ 93 ] [ 94 ]    |
| Outubro   | Giovanni Simeone   | Hellas Verona  | Antonio Candreva   | Sampdoria      | Stefano Pioli        | Milan            | [ 95 ] [ 96 ]           |
| Novembro  | Hakan Çalhanoğlu   | Internazionale | Keita Baldé Diao   | Cagliari       | Gian Piero Gasperini | Atalanta         | [ 97 ] [ 98 ]           |
| Dezembro  | Dušan Vlahović     | Fiorentina     | Juan Cuadrado      | Juventus       | Simone Inzaghi       | Internazionale   | [ 99 ] [ 100 ] [ 101 ]  |
| Janeiro   | Giacomo Raspadori  | Sassuolo       | Lorenzo Pellegrini | Roma           | Thiago Motta         | Spezia           | [ 102 ] [ 103 ] [ 104 ] |
| Fevereiro | Ruslan Malinovskyi | Atalanta       | Ruslan Malinovskyi | Atalanta       | Luciano Spalletti    | Napoli           | [ 105 ] [ 106 ] [ 107 ] |
| Março     | Victor Osimhen     | Napoli         | Lorenzo Pellegrini | Roma           | Stefano Pioli        | Milan            | [ 108 ] [ 109 ]         |
| Abril     | Marcelo Brozović   | Internazionale | Ivan Perišić       | Internazionale | Siniša Mihajlović    | Bologna          | [ 110 ] [ 111 ] [ 112 ] |
| Maio      | Sandro Tonali      | Milan          | Theo Hernández     | Milan          | Stefano Pioli        | Milan            | [ 113 ] [ 114 ] [ 115 ] |

### Prêmios anuais
| Prêmio               | Jogador          | Equipe         | Ref. |
| -------------------- | ---------------- | -------------- | ---- |
| Jogador Mais Valioso | Rafael Leão      | Milan          |      |
| Melhor Jogador Jovem | Victor Osimhen   | Napoli         |      |
| Melhor Goleiro       | Mike Maignan     | Milan          |      |
| Melhor Defensor      | Bremer           | Torino         |      |
| Melhor Meio-campista | Marcelo Brozović | Internazionale |      |
| Melhor Atacante      | Ciro Immobile    | Lazio          |      |
| Melhor Treinador     | Stefano Pioli    | Milan          |      |

### Equipe do Ano
| Pos. | Jogador                 | Equipe              |
| ---- | ----------------------- | ------------------- |
| G    | Mike Maignan            | Milan               |
| LD   | Giovanni Di Lorenzo     | Napoli              |
| Z    | Bremer                  | Torino              |
| Z    | Fikayo Tomori           | Milan               |
| LE   | Theo Hernández          | Milan               |
| M    | Nicolò Barella          | Internazionale      |
| M    | Marcelo Brozović        | Internazionale      |
| M    | Sergej Milinković-Savić | Lazio               |
| A    | Ciro Immobile           | Lazio               |
| A    | Rafael Leão             | Milan               |
| A    | Dušan Vlahović          | Fiorentina/Juventus |